# Codie Bascue
Codie Bascue (13 luglio 1994) è un bobbista statunitense.

## Biografia
Si appassionò alla disciplina all'età di 8 anni, dopo che suo nonno avviò nella scuola che frequentava un programma dedicato al bob.
Iniziò a gareggiare professionalmente nel 2011 come pilota per la squadra nazionale statunitense. Debuttò in Coppa Nordamericana a gennaio del 2011, competizione della quale è stato campione nel 2012/13 in entrambe le specialità e nel 2015/16 nel bob a quattro, aggiudicandosi un totale di 20 gare e marcando 39 piazzamenti a podio.
Prese parte alle Olimpiadi giovanili di Innsbruck 2012 classificandosi al 7º posto nel bob a due e a tre edizioni dei campionati mondiali juniores, arrivando settimo nella gara a due e ottavo in quella a quattro a Winterberg 2014.

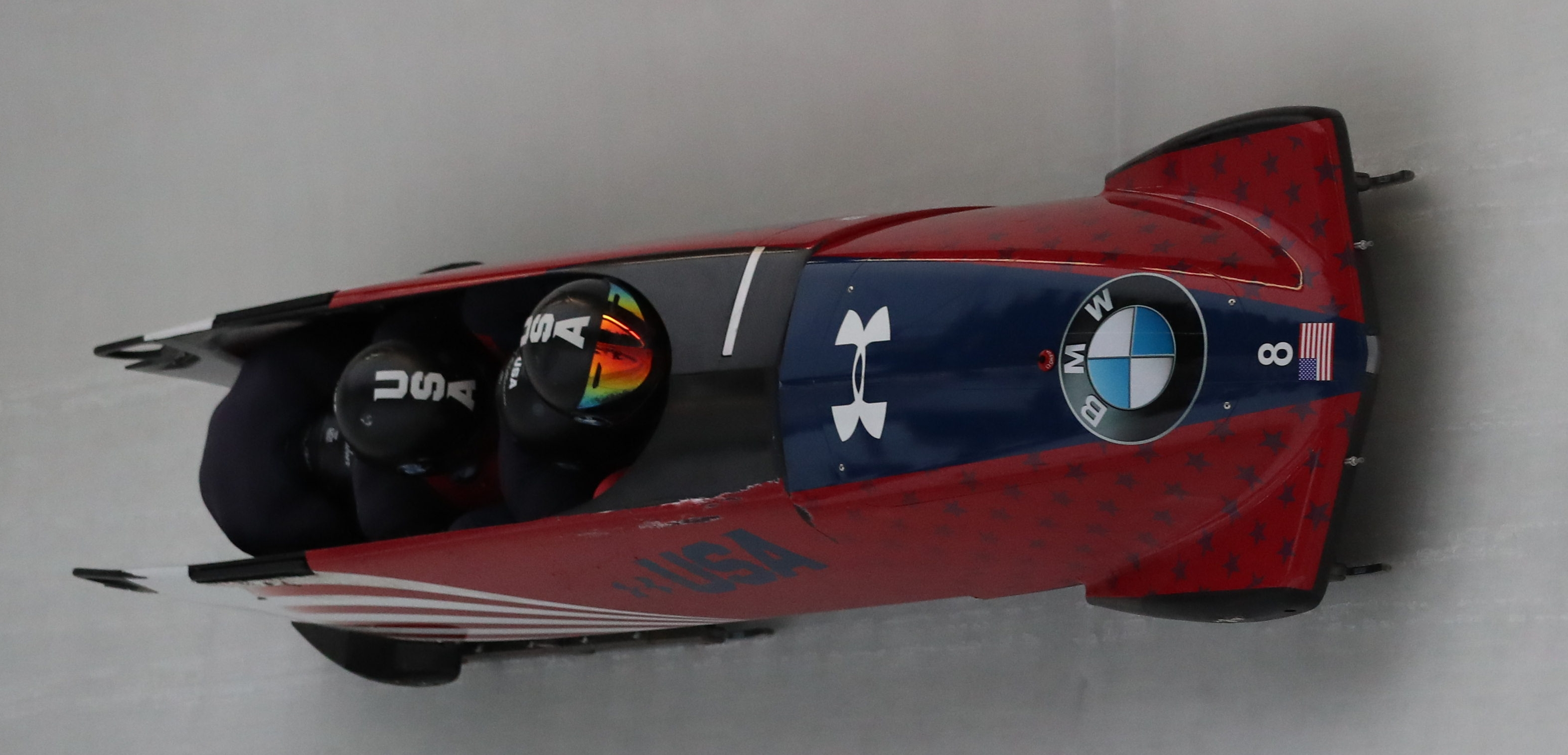
Bascue alla guida del bob a quattro ad Altenberg nel 2019

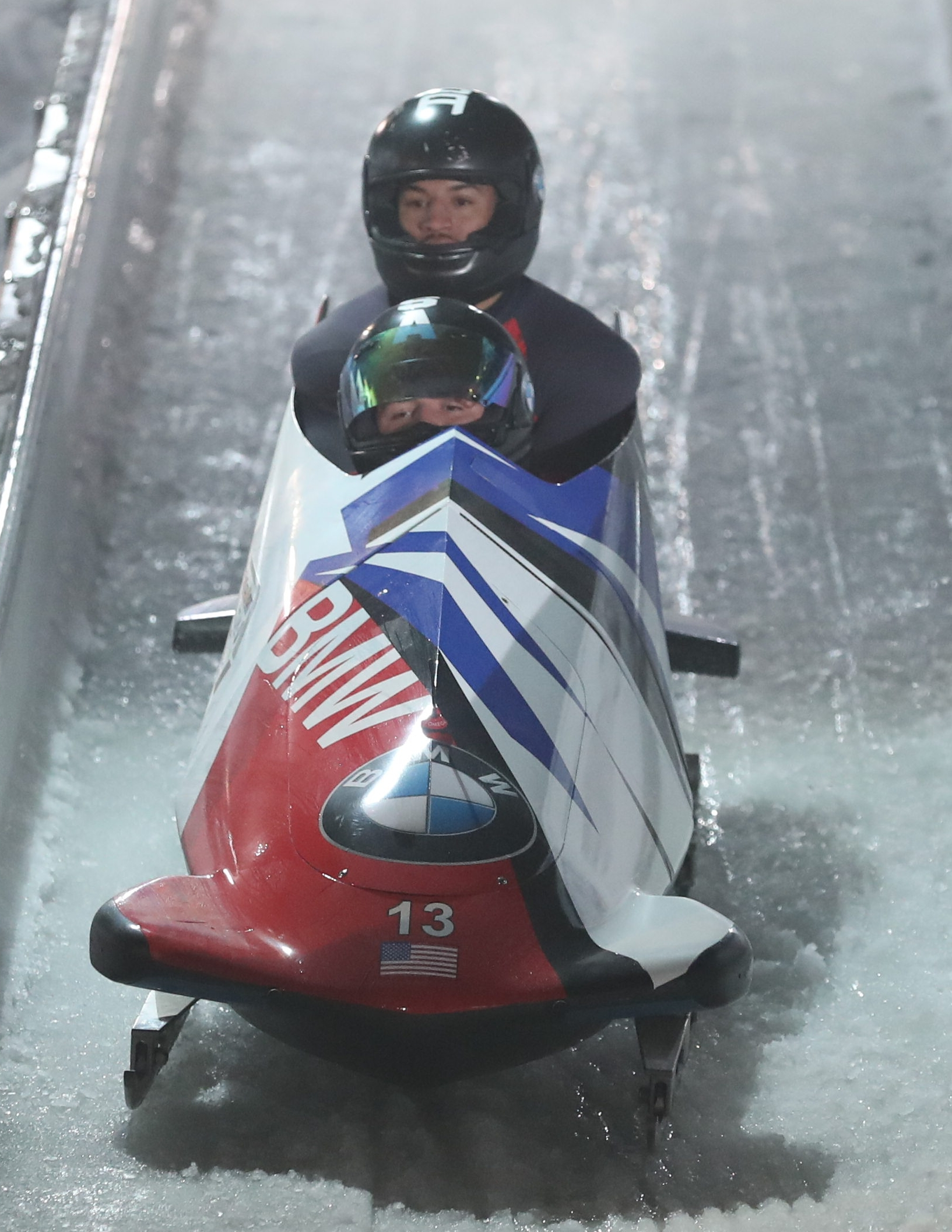
Bascue alla guida del bob a due ad Altenberg nel 2019

Esordì in Coppa del Mondo all'avvio della stagione 2014/15, il 12 dicembre 2014 a Lake Placid, dove si piazzò al 13º posto nel bob a due e al 9º il giorno successivo nel bob a quattro. Centrò il suo primo podio nel primo appuntamento della stagione 2017/18, il 9 novembre 2017 a Lake Placid, classificandosi terzo nella gara a due con il compagno Carlo Valdes e la sua prima vittoria il giorno successivo sulla stessa pista e sempre nel bob a due, stavolta con Samuel McGuffie a spingere la slitta. Detiene quali migliori piazzamenti in classifica generale il decimo posto nel bob a due ottenuto nel 2014/15, l'ottavo a quattro e il decimo nella combinata maschile raggiunti invece nel 2017/18.
Ha partecipato ai Giochi olimpici invernali di Pyeongchang 2018, piazzandosi al venticinquesimo posto nel bob a due e al nono nel bob a quattro.
Prese inoltre parte a quattro edizioni dei campionati mondiali, raggiungendo quali migliori risultati il sedicesimo posto nel bob a due e l'undicesimo a quattro, entrambi ottenuti a Whistler 2019.

## Palmarès

### Coppa del Mondo
- Miglior piazzamento in classifica generale nel bob a due maschile: 10º nel 2014/15;
- Miglior piazzamento in classifica generale nel bob a quattro maschile: 8º nel 2017/18;
- Miglior piazzamento in classifica generale nella combinata maschile : 10º nel 2017/18;
- 3 podi (2 nel bob a due 1 nel bob a quattro):
  - 1 vittoria (nel bob a due);
  - 1 secondo posto (nel bob a quattro);
  - 1 terzo posto (nel bob a due).

#### Coppa del Mondo - vittorie
| Data             | Luogo       | Paese       | Disciplina                |
| ---------------- | ----------- | ----------- | ------------------------- |
| 10 novembre 2017 | Lake Placid | Stati Uniti | a due con Samuel McGuffie |

### Circuiti minori

#### Coppa Europa
- Miglior piazzamento in classifica generale nel bob a due: 34º nel 2013/14;
- Miglior piazzamento in classifica generale nel bob a quattro: 28º nel 2013/14;
- Miglior piazzamento in classifica generale nella combinata maschile: 29º nel 2013/14.

#### Coppa Nordamericana
- Vincitore della classifica generale nel bob a due nel 2012/13;
- Vincitore della classifica generale nel bob a quattro nel 2012/13 e nel 2015/16;
- Vincitore della classifica generale nella combinata maschile nel 2012/13;
- 41 podi (20 nel bob a due e 21 nel bob a quattro):
  - 21 vittorie (11 nel bob a due e 10 nel bob a quattro);
  - 12 secondi posti (5 nel bob a due e 7 nel bob a quattro);
  - 8 terzi posti (4 nel bob a due e 4 nel bob a quattro).